# ماتع (اسم)
ماتع هو اسم علم مذكر من أصل عربي، ومعناه هو الكامل من خصال الخير - الجيد جدًا.

## الأصل اللغوي
اسم "ماتع" مشتق من الجذر الثلاثي م-ت-ع، الذي يشير إلى معاني الاستمتاع والإفادة والجودة.
ماتع يعني:
- الشخص الذي يتمتع بخصال الخير الكامل.
- الذي يُمتع الآخرين أو يمنحهم الفائدة والسرور.
- الجيد جدًا، المتفوق في صفاته وأفعاله.

## الاستخدام اللغوي والأدبي:
- يُستخدم في اللغة العربية للتعبير عن الكمال والجمال في الصفات.
- يُطلق على الشخص أو الشيء الذي يجلب البهجة والسرور، أو يحقق فائدة كبيرة.
- وردت مشتقات الجذر في السياقات القرآنية والأدبية بمعانٍ مثل الاستفادة أو التمتع بالحياة الدنيا.

## صفات شخصية لحامل الاسم:
غالبًا ما يُقال إن الأسماء تؤثر على أصحابها، ومن يحمل اسم "ماتع" قد يوصف بأنه:
- ذو شخصية جذابة ومؤثرة.
- شخص ذو كفاءة عالية وسعي.

## وصلات خارجية
- موسوعة السلطان قابوس لأسماء العرب نسخة محفوظة 5 أبريل 2019 على موقع واي باك مشين.